# D-アルギナーゼ
D-アルギナーゼ(D-arginase、EC 3.5.3.10)は、系統名をD-アルギニン アミジノヒドロラーゼ(D-arginine amidinohydrolase)という酵素である。この酵素は、以下の化学反応を触媒する。
D-アルギニン + 水{\displaystyle \rightleftharpoons }D-オルニチン + 尿素